# 보령 백운사 목조보살좌상
보령 백운사 목조보살좌상(保寧 白雲寺 木造菩薩坐像)은 대한민국 충청남도 보령시, 백운사에 있는 조선시대의 불상이다. 2014년 9월 1일 충청남도의 유형문화재 제233호로 지정되었다.

## 개요
보령시 소재 백운사는 전통사찰 제62호로 대한불교 조계종 제6교구 마곡사의 말사이며 창건연대는 신라말 무염스님이 창건하였다고 전해지고 있으며 충청남도 문화재자료 제374호 백운사 부도가 있다.
백운사 목조보살좌상은 상체가 길고 넓은 무릎에서 오는 신체 비례와 근엄한 얼굴이 특징이다. 얼굴은 방형에 약간 긴 형상인데 옆으로 긴 큰 눈과 입 등에서 근엄한 표정을 하고 있으며 보개는 작고 가는 곡선적인 형상으로 머리 위에 있는데, 보발의 표현은 현재 확인되지 않는다. 신체에는 편삼 위에 변형편단우견의 대의를 걸쳐 배 부분에서 W자형으로 모아져 있으며 드러난 가슴에는 세 줄의 주름으로 접혀진 승각기가 보인다. 옷자락은 상체부는 단순한 반면 무릎의 군의는 넓고 편편한 옷자락이 중앙에서 흘러내려오면서 점점 좁게 접혀지면서 퍼져있는데 밑단 부분은 잘려있는 상태이다.
두 손은 따로 끼워 놓았는데 오른손은 가슴위로 들고 왼손은 무릎에 올려 놓은 상태에서 두 손 모두 엄지와 중지를 결하였음. 평면적인 신체나 옷주름의 표현에 비해 손가락은 부드러우면서도 정성스럽게 조각하였으나 손가락의 일부는 현재 없음. 보살상의 보존 상태는 얼굴과 신체 일부의 개금이 많이 벗겨져 있고 불신은 부분적으로 훼손된 상태이며, 보관은 나무가 갈라진 상태이고 장식들은 많이 떨어져 나갔으며 군의 옷자락의 일부도 잘려져 있다.
복장물은 일부분만 남아 있지만 불상 밑면에 묵서로 남긴 조성기가 남아 있다. 묵서는 ‘강희23년 윤오월 오일 영흥사 영산전 우보처 제화갈라상을 완성하고 바로 명정을 세운다’ 라는 내용이며 畵員은 法女와 參右이며 全羅道全州安華寺에서 활동한 조각승으로 추정된다.
이 원문을 통해 법녀와 삼우가 1694년에 제작하였고 영흥사 영산전에 봉안하였던 불상이었음을 알 수 있다. 삼우는 17세기중반 활동한 한자가 다른 삼우(三愚)가 있다. 삼우는 1648년 수화승 해심과 해남 도장사 목조아미타불상을, 1654년에는 무염과 불갑사 목조지장보살좌상과 시왕상을 만든 조각승으로 1654년의 불갑사 목조지장보살좌상은 백운사 목조보살좌상과 40여년의 시기와 도상적 차이가 크고 두 작품 모두 수화승으로 참여한 것은 아니어서 직접적인 비교를 통해 같은 인물인지를 밝히기는 어렵다. 다만 근엄한 얼굴 표정이라든지 길죽한 신체 비례 등에서는 유사성도 발견되며 전라도에서 활약한 공통점도 있어 불상 조성기에 등장하는 삼우(參右)와 17세기 중엽경에 활동한 三愚(삼우)와의 관련성도 배재할 수는 없다고 판단되며 법녀는 처음 등장하는 조각승이다.
백운사 목조보살좌상은 제화갈라보살로서 석가와 미륵보살의 삼존으로 제작된 상으로 추정되며 현재 나머지 석가불과 미륵보살은 없어진 상태이다. 미륵과 제화갈라보살의 석가삼존불은 원래 영산전이나 나한전에 봉안되는 상으로서 이 보살상은 영흥사 영산전에 봉안되었다고 명기되어 있다.

## 지정 사유
보령 백운사 목조보살좌상은 제작연대 및 조성자가 뚜렷한 17세기말의 작품으로 불상 연구 및 미술사적 가치가 높아 충청남도 유형문화재로 지정한다.

## 참고 자료
- 보령 백운사 목조보살좌상 - 국가유산청 국가유산포털